# Cosmopolitan Girl
Cosmopolitan Girl es un álbum recopilatorio de la boy band puertorriqueña Menudo, lanzado en Perú en 1993 por el sello Discos Hispanos. El álbum fue publicado exclusivamente en casete (K7) e incluye doce canciones lanzadas por el grupo entre 1984 y 1993, provenientes de los álbumes Reaching Out (1984), Ayer y hoy (1985), Menudo (1985) y Sons of Rock (1987). Además, incorpora dos sencillos inéditos en la discografía oficial de Menudo: "Dancin', Movin', Shakin'" (1992) y la canción homónima, lanzada poco antes del álbum en 1993.
Aunque las canciones pertenecen a diferentes formaciones del grupo, la portada muestra a la alineación de 1993: Abel Talamántez, Alexis Grullón, Andy Blázquez, Ashley Ruiz y Ricky López —algunos de los cuales serían parte de la última formación de Menudo antes de su reinvención como MDO en 1997. Curiosamente, aunque MDO surgió oficialmente en 1997, los miembros ya se autodenominaban así desde 1993, como se evidencia en la letra de "Cosmopolitan Girl".

## Canciones
El álbum, disponible solo en casete, organiza sus doce pistas en dos lados (A y B), combinando éxitos previos con material nuevo. Las canciones seleccionadas incluyen: "Gimme Rock", "Motorcycle Dreamer", "If You're Not Here (By My Side)", "Fly Away" y "Because of Love" de Reaching Out (1984); "Acércate" de Ayer y hoy (1985); "Hold Me" del álbum Menudo (1985); y "You Got Potential", "Good Loving" e "I Will" de Sons of Rock (1987). Tanto "Cosmopolitan Girl" como "Dancin', Movin', Shakin'" eran inéditas en álbumes previos.
"Dancin', Movin', Shakin'", canción en inglés lanzada en enero de 1992 tras el éxito de Detrás de tu mirada (1991) en Perú, no fue incluida en el sucesor 15 años (1992). Producida por Mickey García y Elvin Molina, se comercializó en vinilo 12" y casete sencillo. Menudo la promocionó en televisión peruana y la incluyó en conciertos en Lima y otras ciudades. Según Héctor Rosas del periódico El Norte, fue un éxito radial.
El tema "Cosmopolitan Girl" apareció en un EP de McGillis Records con remixes. Combinaba pop y hip hop, con letras sobre chicas que cautivaban al grupo. Producida por Mickey García y escrita por G. Rodríguez, el sencillo se publicó en EE. UU. por Rhythm Trax. Los remixes mezclaban funk, rave, house y reggae. Billboard elogió la voz pero criticó la producción "superficial" y la falta de cohesión en los remixes.

## Promoción
En 1993, Menudo regresó a Perú con su nueva formación para presentaciones televisivas y conciertos, manteniendo una sólida base de aficionados adolescentes. La compilación se lanzó para capitalizar este éxito.
Durante un concierto en el Club Lawn Tennis de la Exposición (Lima), 5000 aficionados —superando la capacidad del lugar— provocaron una estampida 20 minutos después de comenzar el show. La tragedia resultó en la muerte por asfixia de Cecilia Huamán (15 años) y 200 heridos. El grupo, que solo supo del incidente después, le rindió homenaje con "Mil ángeles" en su álbum Imagínate... (1994), inspirada en una carta de la joven.

## Desempeño comercial
Al ser un lanzamiento exclusivo de Perú con tirada limitada, el álbum se convirtió en objeto de colección. El 28 de marzo de 2018, el "Radio Mix" de "Cosmopolitan Girl" alcanzó el puesto 66 en las listas de iTunes Perú.

## Lista de canciones
- Créditos adaptados del casete Cosmopolitan Girl de 1993 y del sitio web Menudo Perú.[15][16]

| Side A |                            |                              |                      |          |  |
| N.º    | Título                     | Escritor(es)                 | Lead vocals          | Duración |  |
| 1.     | «Cosmopolitan Girl»        | G. Rodriguez                 | Menudo - 1993 lineup | 4:02     |  |
| 2.     | «You Got Potential»        | A. R. Scott, M. Jay          | Angelo Garcia        | 3:42     |  |
| 3.     | «Gimme Rock»               | Monroy, Pagan, Seijas, Villa | Robby Rosa           | 2:27     |  |
| 4.     | «Acércate»                 | A. Monroy, C. Villa          | Charlie Massó        | 4:04     |  |
| 5.     | «Good Loving»              | A. Resnick, R. Clark         | Ruben Gomez          | 3:29     |  |
| 6.     | «Dancin', Movin', Shakin'» | Mickey Garcia, Elvin Molina  | Menudo - 1992 lineup | 3:28     |  |

| Side B |                                   |                                         |                 |          |  |
| N.º    | Título                            | Escritor(es)                            | Lead vocals     | Duración |  |
| 1.     | «Motorcycle Dreamer»              | Pagan, Villa, Edgardo Díaz              | Ricky Meléndez  | 3:17     |  |
| 2.     | «Hold Me»                         | H. Rice                                 | Robby Rosa      | 4:10     |  |
| 3.     | «If You're Not Here (By My Side)» | Díaz, Monroy, Pagan, Villa              | Robby Rosa      | 4:27     |  |
| 4.     | «Fly Away»                        | Díaz, Monroy, Pagan, Villa              | Robby Rosa      | 3:06     |  |
| 5.     | «Because of Love»                 | Pagan, Villa, Julio Seijas, Eddy Guerin | Robby Rosa      | 3:47     |  |
| 6.     | «I Will»                          | Papo Gely                               | Sergio Gonzalez | 3:03     |  |